# 肇源県
肇源県（ちょうげん-けん）は、中華人民共和国黒竜江省大慶市に位置する県。

## 歴史
1935年（康徳2年）に郭爾羅斯後旗が設置されたが、1956年に再び肇源県と改称され現在に至る。

## 行政区画
8鎮、5郷、3民族郷を管轄：
- 鎮：肇源鎮、三站鎮、二站鎮、新站鎮、茂興鎮、古竜鎮、古恰鎮、頭台鎮
- 郷：福興郷、薄荷台郷、和平郷、民意郷、大興郷
- 民族郷：超等モンゴル族郷、義順モンゴル族郷、浩徳モンゴル族郷

## 交通

### 鉄道
- 中国鉄路総公司
  - 中国鉄路ハルビン局集団公司
    - 通譲線（通遼方面）- 他石海駅 - 新肇駅 -（大慶方面）

### 道路
- 高速道路
  - 大広高速道路

- 国道
  -  G203国道（中国語版）

## 健康・医療・衛生
- 肇源県総医院
- 肇源県肇源医院
- 肇源県中医院
- 肇源県衛生防疫站